# Neferirkare
Neferirkare (Nefer-ir-ka-Re) war der dritte König (Pharao) der altägyptischen 5. Dynastie im Alten Reich. Er regierte etwa während des Zeitraums von 2475 bis 2465 v. Chr. Über seine Person und über konkrete Ereignisse während seiner Regierungszeit existieren nur sehr wenige Zeugnisse. Neferirkare ist durch seine Bautätigkeit bekannt, zu deren zentralen Projekten ein bisher unentdecktes Sonnenheiligtum und eine Pyramidenanlage gehörten. Während seiner Herrschaft entstand wahrscheinlich der Annalenstein der 5. Dynastie, eines der bedeutendsten Dokumente für die ägyptische Chronologie.

## Herkunft und Familie
Die verwandtschaftlichen Verhältnisse vom Übergang der 4. zur 5. Dynastie und insbesondere die Stellung der ersten drei Könige der 5. Dynastie (Userkaf, Sahure und Neferirkare) zueinander waren lange Zeit sehr  umstritten. Rekonstruktionsversuche beruhten meist auf den Angaben des Papyrus Westcar aus dem Mittleren Reich, in dem Userkaf, Sahure und Neferirkare als Brüder bezeichnet werden. Funde von Relieffragmenten aus dem Totentempel der Sahure-Pyramide durch Ludwig Borchardt schienen diese Angaben zunächst zu bestätigen. Auf mehreren dieser Fragmente wurden Darstellungen des Neferirkare nachträglich eingefügt, was Kurt Sethe zu der Vermutung führte, dass Neferirkare hiermit einen Legitimationsanspruch auf den Thron ausdrücken wollte, den er als Bruder seines Vorgängers usurpiert und Sahures Kronprinz Netjerirenre vorenthalten hatte.
| |
| Relieffragmente aus dem Totentempel der Sahure-Pyramide mit nachträglich umgearbeiteten Darstellungen des Neferirkare |

Ein 2002 neu entdeckter Reliefblock machte allerdings eine Neuinterpretation der bisher bekannten Belege nötig. Während auf den bisher bekannten Relieffragmenten stets Netjerirenre als „Ältester Königssohn“ bezeichnet wird und Neferirkares Darstellung nachträglich an die Spitze einer Priesterprozession eingefügt wurde, finden sich auf dem neu entdeckten Block zwei Älteste Königssöhne (Ranefer und Netjerirenre), während die Priesterdarstellungen unverändert geblieben sind. Tarek El Alwady interpretiert diese Darstellung so, dass es sich bei Ranefer tatsächlich um den späteren König Neferirkare handelt. Die scheinbare Abwesenheit Ranefers auf den von Borchardt beschriebenen Fragmenten ist darin begründet, dass sie stets religiöse Szenen zeigen. In denen war der Thronfolger Ranefer nicht in seiner Funktion als Prinz, sondern als Priester dargestellt. Nach seiner Thronbesteigung ließ er dann diese Darstellungen ändern und königliche Insignien und seinen Thronnamen einfügen. Der neuentdeckte Block hingegen zeigt eine Erinnerungsszene an ein konkretes historisches Ereignis (Sahures Punt-Expedition). Dort ist Ranefer deshalb nicht als Priester, sondern als Prinz dargestellt. Die kniende Haltung des Prinzen machte eine spätere Überarbeitung vermutlich unmöglich.
Die Frage, warum sowohl Ranefer als auch Netjerirenre als Älteste Königssöhne bezeichnet werden, ist nach El Awady damit zu beantworten, dass beide Zwillinge waren. Dies drückt sich dadurch aus, dass beide gemeinsam mit Sahures Gemahlin dargestellt wurden und dass Netjerirenre als zweitgeborener Zwilling das Amt eines Priesters des Fruchtbarkeitsgottes Min innehatte, was nach El Alwady als Symbol für Sahures außerordentliche Zeugungskraft diente.
Weitere Brüder Neferikares waren Chakare, Raemsaf und Heriemsaf. Als Mutter des Neferirkare und aller seiner Brüder kann Sahures einzige bekannte Gemahlin und leibliche Schwester Meretnebty angesehen werden.
Neferirkares Große königliche Gemahlin war Chentkaus II. Aus dieser Ehe sind zwei Söhne bekannt: Ranefer, der als Ältester Königssohn den Geburtsnamen seines Vaters trug und später unter dem Namen Raneferef den Thron bestieg, und Niuserre, der nach dem frühen Tod seines Bruders ebenfalls als König herrschte.

## Herrschaft

### Regierungsdauer
Die genaue Regierungslänge des Neferirkare ist aufgrund der spärlichen Quellenlage nicht genau zu bestimmen. Der im 3. Jahrhundert v. Chr. lebende ägyptische Priester Manetho nennt 20 Regierungsjahre, was angesichts des unvollendeten Pyramidenkomplexes Neferirkares allerdings zu hoch sein dürfte. Der Königspapyrus Turin aus der 19. Dynastie ist an der Stelle, an der sich ursprünglich der Eintrag zu Neferirkare befand, so stark beschädigt, dass sowohl der Königsname als auch die ihm zugeschriebene Regierungslänge verloren sind. An zeitgenössischen Datumsangaben ist lediglich drei Mal ein „5. Mal der Zählung“ belegt (Hierzu dürfte auch eine Bauarbeiterinschrift aus der Neferirkare-Pyramide gehören, die wohl fälschlich als „16. Mal der Zählung“ gelesen wurde.), womit die ursprünglich als Horusgeleit eingeführte landesweite Zählung des Viehs zum Zwecke der Steuererhebung gemeint ist. Eine gewisse Problematik bei Datumsangaben des Alten Reiches birgt der Umstand, dass diese Zählungen anfangs alle zwei Jahre stattfanden (das heißt auf ein „x-tes Jahr der Zählung“ folgte ein „Jahr nach dem x-ten Mal der Zählung“), später aber zum Teil auch jährlich stattfinden konnten (auf ein „x-tes Jahr der Zählung“ folgte das „y-te Jahr der Zählung“). Auf dieser Grundlage wird heute eher eine deutlich kürzere Regierungszeit von zehn oder elf Jahren angenommen. Miroslav Verner hält es auch für möglich, dass eine Angabe von sieben Jahren im Königspapyrus Turin, die gewöhnlich Schepseskare zugeschrieben wird, tatsächlich Neferirkare zuzuweisen ist, womit sich eine noch kürzere Regierungslänge von lediglich sechs oder sieben Jahren ergeben würde.

### Ereignisse

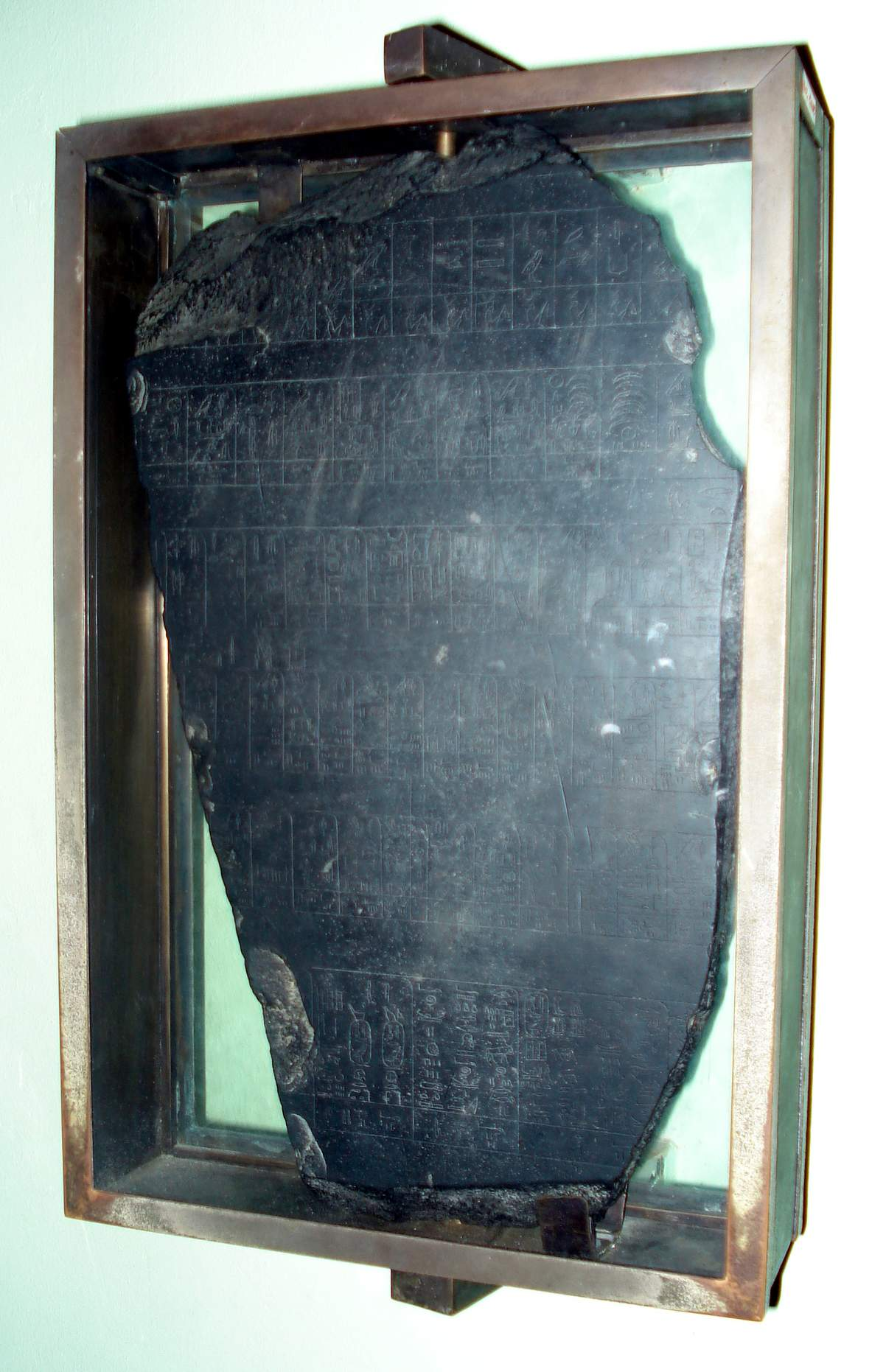
Der Palermostein, das größte Bruchstück des Annalensteins der 5. Dynastie

Mit Neferirkares Regierungszeit enden die Aufzeichnungen des Annalensteins der 5. Dynastie, er scheint also unter seiner Herrschaft in Auftrag gegeben worden zu sein. Dennoch lassen sich aus diesem Dokument vergleichsweise wenig Informationen über Neferirkares Herrschaft entnehmen. Aus dem Eintrag geht hervor, dass er am 29. Schemu II (29. Tag im 2. Monat der Hitze-Jahreszeit) den Thron bestieg. Ansonsten beschränken sich die Angaben auf religiöse Handlungen, wie beispielsweise Stiftungen an sein Sonnenheiligtum und den Erlass eines Dekrets für den Tempel des Chontamenti in Abydos.
Außenpolitisch scheinen unter Neferirkare Kontakte nach Nubien und zur Levante bestanden zu haben. Aus der Festung Buhen am zweiten Nilkatarakt sind Siegel und Ostraka mit seinem Namen bekannt. In Byblos im heutigen Libanon wurde eine Alabaster-Schale mit dem Namenszug Neferirkares gefunden.

### Verwaltung
Mehrere hohe Beamte Neferirkares sind durch ihre umfangreichen Grabbauten und die darin angebrachten biografischen Inschriften bekannt. Diese Inschriften liefern einen guten Eindruck von der Macht, die der König im Alten Reich hatte, aber auch davon, welche wichtige Rolle seine Beamten für ihn spielten. So sah es etwa der Hohepriester des Ptah von Memphis, Ptahschepses, als große Ehre an, dem König die Füße küssen zu dürfen, statt lediglich den Boden. Eine andere Inschrift berichtet von einer Zeremonie, in welcher der Beamte Rawer versehentlich von einem Stab des Königs berührt wird. Nach ägyptischer Vorstellung hätte das eigentlich seinen Tod zur Folge haben müssen, Rawer geschieht jedoch nichts, da Neferirkare ihm augenblicklich „Heil“ zuruft. Wichtigster Beamter Neferirkares war Waschptah, der das höchste Staatsamt des Wesirs bekleidete und außerdem oberster Richter und oberster Baumeister war. Aus einer Inschrift in seinem Grab geht hervor, dass er während einer Bauinspektion des Königs einen tödlichen Anfall erlitt, woraufhin Neferirkare sich zunächst persönlich um seine Genesung bemühte und, nachdem dies vergeblich gewesen war, für Waschptahs Beerdigung Sorge trug. Der später unter Niuserre verstorbene Ti war Oberfriseur des Königs. Er stand den beiden Pyramidenanlagen des Neferirkare und Raneferef sowie den vier Sonnenheiligtümern von Sahure, Neferirkare, Raneferef und Niuserre vor. Zudem beaufsichtigte er über 100 Wirtschaftsdomänen.

## Bautätigkeit
Aus Neferirkares Regierungszeit sind zwei Bauprojekte bekannt: Seine Pyramidenanlage, die er südlich derjenigen seines Vaters Sahure in Abusir errichten ließ, sowie ein bislang unentdecktes Sonnenheiligtum. Auch wurde ihm von einigen Forschern wie etwa Herbert Ricke die Erweiterung und der Umbau des Sonnenheiligtums des Userkaf zugeschrieben. Nach neueren Überlegungen von Miroslav Verner scheint es allerdings plausibler, dass Neferirkares Vorgänger Sahure für diese Baumaßnahmen verantwortlich war. Daneben wurden beispielsweise von Rainer Stadelmann auch Überlegungen geäußert, dass es sich bei den drei Sonnenheiligtümern von Userkaf, Sahure und Neferirkare tatsächlich um ein und denselben Bau handelt.

### Die Neferirkare-Pyramide in Abusir

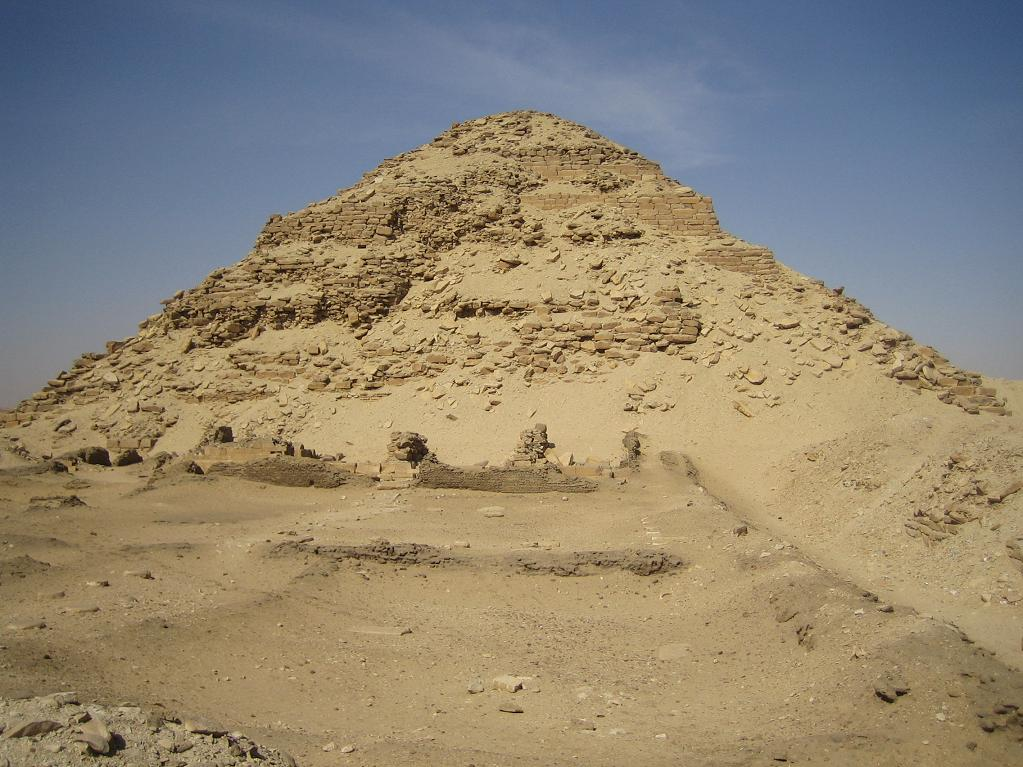
Die Neferirkare-Pyramide in Abusir

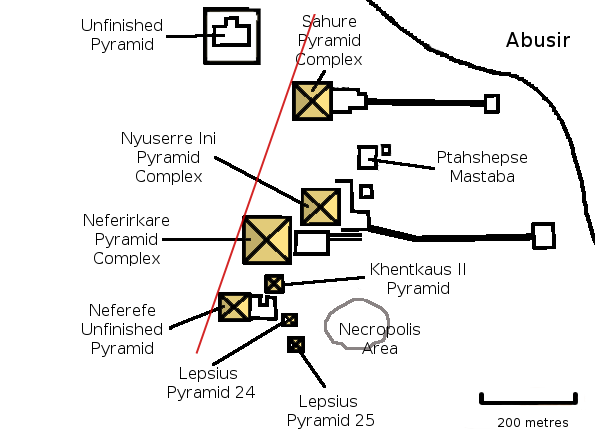
Die Nekropole von Abusir mit der Neferirkare-Pyramide im Zentrum

Wie sein Vater Sahure entschied sich auch Neferirkare für Abusir als Begräbnisplatz und errichtete dort seine Pyramidenanlage namens „Das Ba des Neferirkare“. Sie besteht aus Kalkstein und besitzt eine Grundfläche von 105 m × 105 m sowie eine ursprüngliche Höhe von 72 m, womit sie die größte Pyramide in der Nekropole von Abusir ist. Das Bauwerk wurde in zwei Phasen errichtet: Zunächst war ungewöhnlicherweise eine sechsstufige Stufenpyramide geplant – eine Pyramidenform, die für Königsgräber seit dem Ende der 3. Dynastie nicht mehr verwendet worden war. In einer zweiten Bauphase wurde die Anlage dann allerdings als echte Pyramide konzipiert. Zunächst wurde um den Stufenbau ein größerer, achtstufiger Bau gelegt, der lediglich als Pyramidenkern gedacht war. Um ihn herum wurde schließlich eine Verkleidung gelegt, die aber unvollendet blieb. Archäologisch konnte nur noch die unterste Lage aus Rosengranit nachgewiesen werden. Wie weit die begonnene Verkleidung ursprünglich reichte, ist aufgrund des massiven Steinraubs an der Pyramide nicht mehr rekonstruierbar.
Von Norden aus führt ein Gang zu den unterirdischen Grabräumen. Dieser Gang weist eine im ägyptischen Pyramidenbau einmalige Deckenkonstruktion auf: Zusätzlich zur Flachdecke besitzt er noch eine darüber befindliche Giebeldecke, die durch eine Lage Schilf vom Kernmauerwerk abgesetzt war. Die Vorkammer und die Grabkammer sind ost-westlich orientiert. Beide Räume sind durch Steinraub stark beschädigt. Von der ursprünglichen Grabausstattung ist nichts erhalten.
Auch die zur Pyramide gehörende Tempelanlage lässt sich in mehrere Bauphasen untergliedern und wurde wohl erst unter Neferirkares Nachfolger Raneferef begonnen. Zunächst entstand nur ein kleiner Totentempel aus Kalkstein. In Ziegelbauweise wurden später im Süden Magazinräume, im Norden eine Säulenhalle und im Osten ein offener Hof und eine Vorhalle ergänzt. Außerdem wurde die Pyramide mit einer Mauer umgeben. Das Dach des Tempels wurde nicht, wie sonst üblich, von steinernen Säulen gestützt, sondern von stucküberzogenen Holzsäulen. Der Taltempel und der Aufweg wurden wahrscheinlich nie vollendet und später von Niuserre für seine eigene Pyramidenanlage usurpiert.
Südlich der Königspyramide ließ Neferirkare eine weitere Pyramide für seine Gemahlin Chentkaus II. errichten. Nach dem Tod Neferirkares wurden die Arbeiten an diesem Bauwerk zunächst unterbrochen und danach vermutlich unter Raneferef wieder aufgenommen. Die Pyramide besteht aus einem dreistufigen, verkleideten Kern und hat ein Basismaß von 25 m sowie eine ursprüngliche Höhe von 17 m. Im Inneren wurden Reste der Bestattung gefunden, darunter auch Mumienbinden. Ein ebenfalls in mehreren Phasen errichteter Totentempel an der Ostseite der Pyramide entstand erst nach Neferirkares Tod.

### Das Sonnenheiligtum des Neferirkare
Obwohl das Sonnenheiligtum des Neferirkare mit dem Namen „Lieblingsplatz des Re“ das am häufigsten schriftlich belegte unter den sechs bekannten Sonnenheiligtümern der 5. Dynastie ist, ist es bislang archäologisch nicht nachgewiesen. Sofern es nicht mit dem Heiligtum des Userkaf identisch ist, besteht durchaus die Möglichkeit, dass es lediglich als Ziegelbau ausgeführt wurde und eine spätere Umsetzung in Stein durch den Tod des Bauherrn nicht mehr erfolgte, wodurch das Bauwerk dem raschen Verfall preisgegeben war. Dank der schriftlichen Erwähnung lässt sich das Aussehen des Heiligtums zum Teil rekonstruieren: So besaß es einen zentralen Obelisken, einen Altar, Lagerhäuser, eine Sedfest-Halle und einen Barken-Raum. Die Texte erwähnen außerdem, dass Waren zwischen dem Sonnenheiligtum und dem Totentempel der Neferirkare-Pyramide auf dem Wasserweg transportiert wurden. Das Sonnenheiligtum scheint sich demnach nicht in der unmittelbaren Nähe der Pyramidenanlage befunden zu haben.

## Neferirkare im Gedächtnis des Alten Ägypten

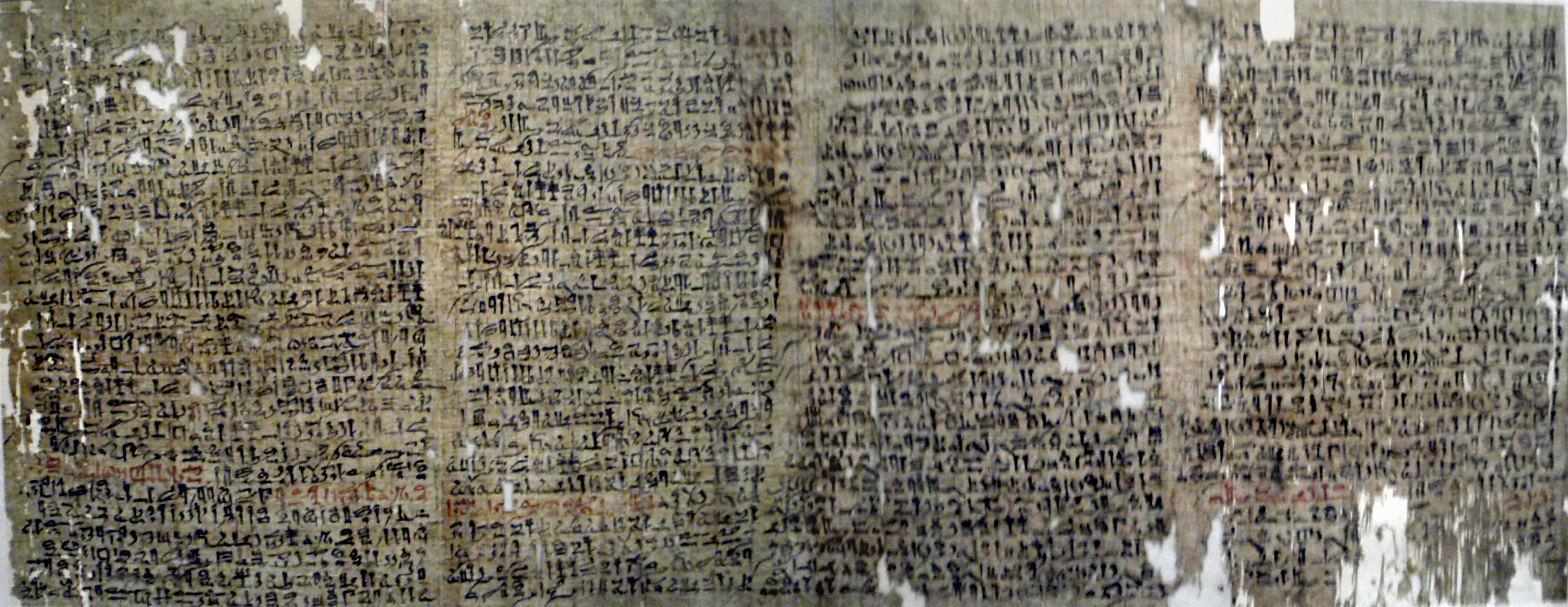
Der Papyrus Westcar

Im Mittleren Reich wurde Sahure in einem literarischen Werk, nämlich in einer der Geschichten des Papyrus Westcar, erwähnt. Als Entstehungszeit der Geschichten wird mehrheitlich die 12. Dynastie angenommen, obgleich mittlerweile vermehrt Argumente angebracht werden, sie in die 17. Dynastie zu datieren, aus welcher auch der überlieferte Papyrus stammt.
Die Handlung spielt am Königshof und dreht sich um Pharao Cheops aus der 4. Dynastie als Hauptperson. Um sich die Langeweile zu vertreiben, lässt er sich von seinen Söhnen wundersame Geschichten erzählen. Nachdem drei seiner Söhne ihm bereits über vergangene Wunder berichtet haben, lässt als vierter Hordjedef schließlich einen noch lebenden Zauberer namens Djedi herbeibringen, welcher zunächst Zauberkunststücke vorführt. Cheops möchte daraufhin von Djedi wissen, ob dieser die Zahl der ipwt (genaue Bedeutung des Wortes unklar, u. a. übersetzt mit Schlösser, Kammern, Kisten) des Thot-Heiligtums von Heliopolis kenne. Djedi verneint und erklärt, dass Rudj-Djedet, die Frau eines Re-Priesters, drei Söhne gebären wird, die den Königsthron besteigen werden. Der Älteste von ihnen soll die Zahl herausfinden und Cheops übermitteln. Djedi fügt noch beschwichtigend hinzu, dass diese drei erst dann den Thron besteigen werden, wenn bereits Cheops’ Sohn und Enkel geherrscht haben werden. Cheops beschließt daraufhin, den Wohnort der Rudj-Djedet aufzusuchen. Anschließend erfolgt unvermittelt die Beschreibung der Geburt der drei Könige. Die vier Göttinnen Isis, Nephthys, Meschenet und Heket, sowie der Gott Chnum treten auf und werden von Rauser, Rudj-Djedets Ehemann, zu der Gebärenden geleitet. Durch Tanz und Zaubersprüche verhelfen sie den drei Königen auf die Welt. Ihre Namen sind hier wiedergegeben als User-Re-ef, Sah-Re und Keku, es handelt sich also um die ersten drei Könige der 5. Dynastie: Userkaf, Sahure und Neferirkare Kakai.